# 拉沙佩勒苏索布纳
拉沙佩勒苏索布纳（法語：Lachapelle-sous-Aubenas，法語發音：[laʃapɛl suz‿obna]，意为“欧布纳下方的拉沙佩勒”）是法国阿尔代什省的一个市镇，属于拉让蒂耶尔区。

## 地理
拉沙佩勒苏索布纳（44°33'51"N, 4°21'50"E）面积10.12 平方千米，位于法国奥弗涅-罗讷-阿尔卑斯大区阿尔代什省，该省份为法国东南部内陆省份，北起顺时针与卢瓦尔省、伊泽尔省、德龙省、沃克吕兹省、加尔省、洛泽尔省和上盧瓦爾省接壤。
与拉沙佩勒苏索布纳接壤的市镇（或旧市镇、城区）包括：阿永、丰镇、拉纳、圣塞尔南、维讷扎克、沃居埃。
拉沙佩勒苏索布纳的时区为UTC+01:00、UTC+02:00（夏令时）。

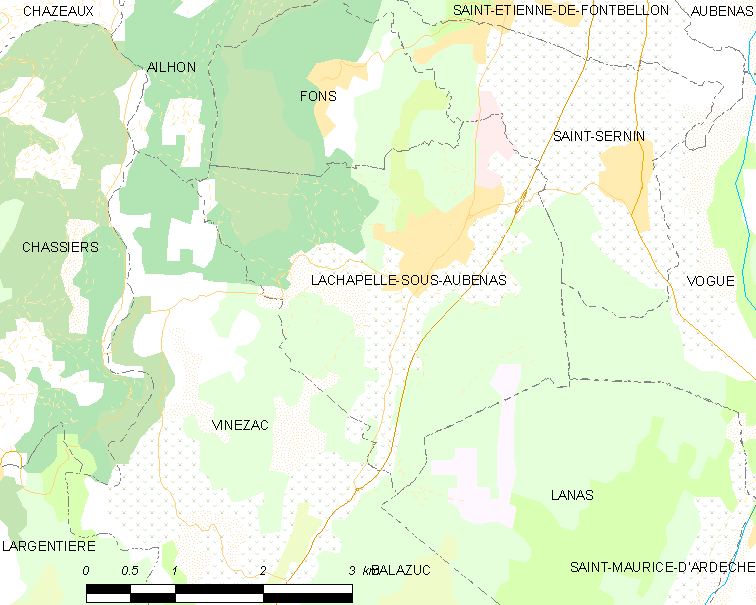
拉沙佩勒苏索布纳的OSM定位图

## 行政
拉沙佩勒苏索布纳的邮政编码为07200，INSEE市镇编码为07122。

## 政治
拉沙佩勒苏索布纳所属的省级选区为欧布纳第二县。

## 人口

1962-2008年间拉沙佩勒苏索布纳人口变化图示

拉沙佩勒苏索布纳于2022年1月1日时的人口数量为1840人。